# Слиньків Яр
Слиньків Яр — село в Україні, у Диканській селищній громаді Полтавського району Полтавської області. Населення становить 52 осіб. До 2020 орган місцевого самоврядування — Стасівська сільська рада.

## Географія
Село розташоване на правому березі річки Ворскла, вище за течією на відстані одного кілометра розташоване село Михайлівка, нижче за течією — село Гавронці, на протилежному березі — село Ворони.

## Історія
12 червня 2020 року, відповідно до розпорядження Кабінету Міністрів України № 721-р «Про визначення адміністративних центрів та затвердження територій територіальних громад Полтавської області», село увійшло до складу Диканської селищної громади.
19 липня 2020 року, в результаті адміністративно — територіальної реформи та ліквідації Диканського району, село увійшло до складу новоутвореного Полтавського району.

## Соціальна сфера
2012 року у селі відкрито районне наметове містечко, у якому протягом тижня оздоровилися 200 учнів зі шкіл району.

## Економіка
- Садівниче товариство «Вишня» тресту «Полтавасільбуд»[4]

## Пам'ятні місця

### Місце падіння літака МІГ-21
Розташоване на північній околиці села, в лісопосадці, зліва обіч дороги на с. Михайлівну.
Влітку 1973 року курсанти 4-го випускного курсу Чугуївського льотного училища проходили практику на аеродромі у м. Миргороді. Під час навчально-тренувального польоту над східною околицею смт. Диканьки у повітрі зіткнулися два винищувачі МІГ-21. Один здійснив аварійну посадку з непрацюючим двигуном, інший — з відрубаним хвостом упав у полі неподалік с. Слиньків Яр. Пілот С. В. Ємельянов (2.03.1952 — 20.07.1973) загинув. Останки загиблого поховали на батьківщині.
На місці падіння літака був встановлений тимчасовий обеліск. У 1973 році встановлено металевий, увінчаний шпилем обеліск (висота 1,54 х 0,3 м).

### Місце падіння літака ТУ-16
Розташоване з лівої сторони дороги Стасі — Михайлівка. 06.08.1955 о 06:47 у Слиньковім Яру зазнав катастрофи бомбардувальник дальньої авіації ТУ-16, що піднявся з Полтавського аеродрому. Не встигнувши набрати висоту, літак почав падати на лівому розвороті. Льотчики до останнього боролись, щоб посадити важку машину в полі за селом і не допустити падіння літака на населений пункт. Зачепивши крилом за високу тополю, машина впала. Загинуло 13 чоловік — 6 членів екіпажу і 7 мешканців села.
На цьому пам'ятному місці (200 х 70 м.) досі не проводиться забудова. Пам'ятник не встановлено, місце не означено.